# Большой Совраж
Большой Совраж — река в России, протекает в Прилузском районе Республики Коми и Лузском районе Кировской области. Устье реки находится в 27 км по правому берегу реки Вонил. Длина реки составляет 24 км.
Исток реки в болотах на Северных Увалах в 20 км к юго-востоку от посёлка Коржинский. Верхнее и среднее течение проходит по Республике Коми, низовья - в Кировской области. Генеральное направление течения — юго-запад. Всё течение проходит по ненаселённому холмистому таёжному массиву. Впадает в Вонил севернее холма Большой Совраж (175 м НУМ).

## Данные водного реестра
По данным государственного водного реестра России и геоинформационной системы водохозяйственного районирования территории РФ, подготовленной Федеральным агентством водных ресурсов:
- Бассейновый округ — Двинско-Печорский
- Речной бассейн — Северная Двина
- Речной подбассейн — Малая Северная Двина
- Водохозяйственный участок — Юг
- Код водного объекта — 03020100212103000012679